# Putkaste (Käina)
Putkaste – wieś w Estonii, w prowincji Hiuma, w gminie Käina.